# Karl Georg Huyn

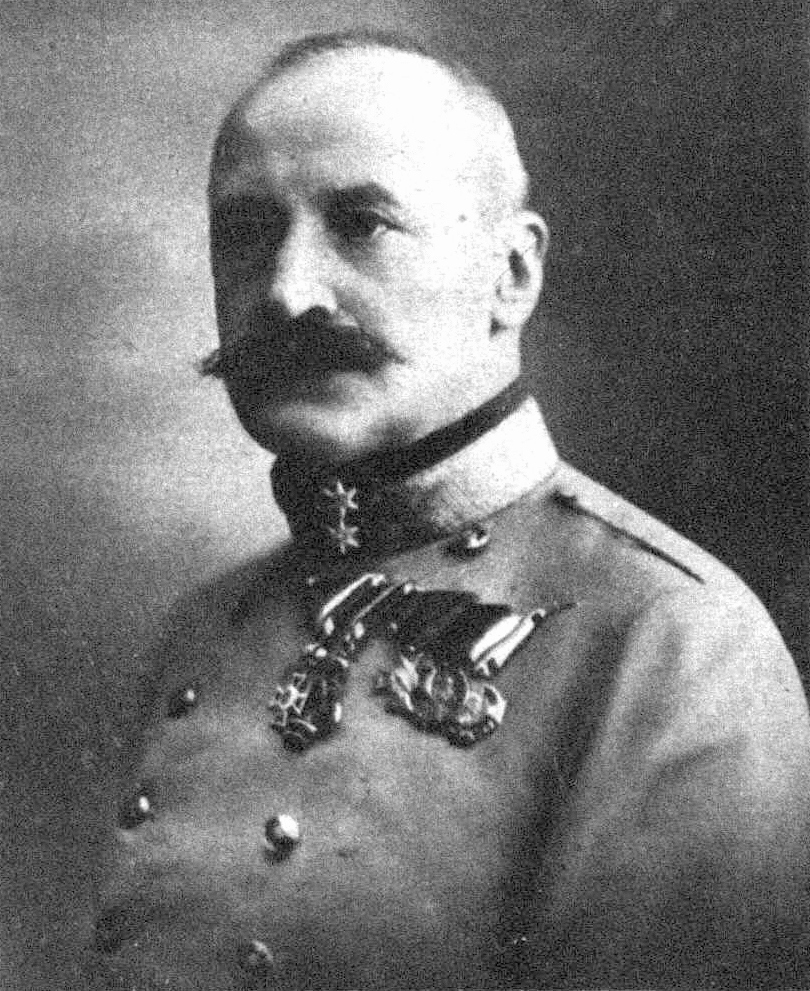
General der Kavallerie Karl Graf Huyn, Foto von Eugen Schöfer († 1912)

Karl Georg Graf Huyn (* 18. November 1857 in Wien; † 2. Februar 1938 im Ansitz Rottenbuch in Bozen) war der Sohn von Johannes Carl August Graf Huyn und Natalie geb. Gräfin Sarnthein, österreichischer Generaloberst und letzter österreichisch-ungarischer Militärgouverneur in Galizien 1917 bis 1919.

## Leben
Wie sein Vater besuchte Karl Graf Huyn nach der Militärschule in St. Pölten die Theresianische Militärakademie in Wiener Neustadt und absolvierte diese mit ausgezeichnetem Erfolg als Leutnant des Dragonerregiments Nr. 2 am 24. April 1879. Im folgenden Jahr wurde er in das Ulanenregiment Nr. 11 versetzt.
In den Jahren 1881 bis 1883 besuchte er die Kriegsschule in Wien und absolvierte seine Ausbildung mit gutem Erfolg. Danach wurde er in den Generalstab nach Marburg und später nach Lemberg (Galizien) als Oberleutnant (1884) berufen.
1887 zum Hauptmann befördert, diente er mit einer kurzen Unterbrechung in Przemyśl als Angehöriger des II. Armeekorps in Wien. Im April 1891 erhielt er das Ritterkreuz vom Orden des Goldenen Löwen in den Niederlanden. Nach seiner Vermählung mit Ignatia Maria Gräfin Lützow am 16. März 1892 wurde er als Major zum Militärattaché in Bukarest ernannt. Im selben Jahr ernannte man ihn zum Generalstabschef der Kavallerie in Krakau.
1896 erhielt er den Rang eines Oberstleutnants, und 1899 das Kommando des Galizischen Ulanen-Regiments „Fürst zu Schwarzenberg“ Nr. 2 bei gleichzeitiger Beförderung zum Oberst. Zwischen 1904 und 1905 kommandierte er die 17. Kavallerie-Brigade, 1905 wurde er zum Kommandanten der 10. Kavallerie-Brigade ernannt und in den Rang eines Generalmajors erhoben. Von 1907 bis 1909 kommandierte er erneut die 17. Kavallerie-Brigade. Im April erhielt er das Kommando über die 7. Kavalleriedivision in Krakau. 1910 wurde er zum Feldmarschallleutnant befördert.
Nach weiteren Ämtern und Auszeichnungen (Kommandant der 12. Infanteriedivision; Preußisch Königlicher Kronen-Orden 1. Klasse, Großes Kreuz des bulgarischen Ordens des Heiligen Alexanders 1. Klasse, Persischer Orden der Sonne und des Löwen) wurde er 1912 General-Kavallerie-Inspektor der Truppen und Oberst-Inhaber des Ulanenregiments Nr. 12 (1912) sowie im folgenden Jahr Geheimer Rat.
Kurz vor Ausbruch des Ersten Weltkriegs zum General der Kavallerie befördert, erhielt Graf Huyn das Kommando über das neu formierte XVII. Korps, das einen Teil der 4. Armee unter General Auffenberg bildete. Nach mehreren fehlgeschlagenen Operationen im Raum um Komarów wurde Graf Huyn auf Betreiben Auffenbergs unter dem Vorwand des gesundheitlichen Zustands seines Kommandos enthoben und nach Wien abbestellt. Erst 1917 wurde er von Kaiser Karl wieder in Dienst genommen, er erhielt den Posten des Militärgouverneurs von Galizien in Lemberg, so wurde er am 1. März 1917 zum Statthalter im Königreich Galizien und Lodomerien mit dem Großherzogtum Krakau ernannt.